# Saint-Pierre-Jolys
Saint-Pierre-Jolys est un petit village d'environ 1000 habitants au sud de Winnipeg. C'est un village entouré d'agriculture.
La population est majoritairement francophone.
Le village possède une caserne de la gendarmerie royale du Canada.
Saint-Pierre-Jolys organise plusieurs festivals.
- Le Festival de la "cabane à sucre" en avril ;
- Le Festival Chantecler qui célèbre les arts francophones.

Saint-Pierre-Jolys coordonne un certain nombre d'activités culturelles avec le village voisin de Saint-Malo.
Saint-Pierre-Jolys est entièrement enclavée dans la municipalité rurale De Salaberry. Le recensement de 2006 y dénombre 3 349 habitants.

## Personnalités nées à Saint-Pierre-Jolys
- Pete Desjardins, double champion olympique de plongeon (1907-1985)
- Raymonde Gagné (7 janvier 1956) enseignante et femme politique franco-manitobaine, présidente du Sénat du Canada à partir du 12 mai 2023.
- Rich Gosselin (25 avril 1956), joueur de jockey sur glace.
- Mariette Mulaire (en) (date secrète ?), femme d'affaires.

## Démographie
| 2001 | 2006 | 2011  | 2016  |
| ---- | ---- | ----- | ----- |
| 893  | 839  | 1 099 | 1 170 |